# Runnabäcken
Runnabäcken är ett litet vattendrag som mynnar i Arbogaån vid Kungsör tillhörande 61 Mälaren/Norrströms avrinningsområde. Bäcken hyser en rik flora och fauna – unik för den geografiska regionen. Bäcken har delvis utbildat ett meandrande lopp i en lövskogsravin. I bäcken förekommer ett reproducerande öringbestånd, asplek förekommer sannolikt i bäckens nedre delar och bäcken hyser en bottenfauna som indikerar en oförsurad miljö med källvatteninflöden.